# تاكويا وادا
تاكويا وادا (باليابانية: 和田 拓也) (28 يوليو 1990 في كاناغاوا في اليابان – )؛ هو لاعب كرة قدم ياباني سابق كان يلعب كمدافع.

## وصلات خارجية
- تاكويا وادا على موقع رابطة كرة القدم اليابانية للمحترفين (اليابانية)
- تاكويا وادا على موقع قاعدة بيانات كرة القدم.إي يو (الإنجليزية)
- تاكويا وادا على موقع Soccerway.com (الإنجليزية)
- تاكويا وادا على موقع كووورة